# Meiothecium hamatum
Meiothecium hamatum là một loài Rêu trong họ Sematophyllaceae. Loài này được (Müll. Hal.) Broth. mô tả khoa học đầu tiên năm 1908.